# Valentinus Otho
Valentinus Otho (Maagdenburg, 1548 - Praag, 8 april 1603) was een Duits wiskundige, die tabellen voor de goniometrische functies opstelde.

## Leven
Op 13 april 1561 schreef hij zich in aan de Universiteit van Wittenberg, waar hij in maart 1566 afstudeerde.
Aan de astronoom Johann Richter legde hij een benadering voor pi voor:
{\displaystyle \pi \approx {\tfrac {355}{113}}}
In 1573 ging hij naar Košice in de leer bij Rheticus, die ook 25 was geweest toen hij als leerling naar Copernicus was gegaan. In 1574 werd Rheticus ziek en hij vroeg Otho om zijn werk over driehoeksmeting te voltooien en uit te geven. In opdracht van keizer Maximiliaan II stelde de ambtenaar Hans Rueber zu Pixendorf Otho aan als uitvoerder van het testament van Rheticus. Om dat te kunnen doen ging Otho in 1577 op uitnodiging van keurvorst August van Saksen als professor naar Wittenberg. Otho kreeg een jaarwedde van 400 Taler, moest leerlingen aan het werk zetten en mocht de tabellen van Rheticus verder uitwerken. Op 1 februari 1578 was de overeenkomst nog niet bevestigd. In 1581 had Otho twee boekdelen klaar, maar omdat hij weigerde de Konkordienformel te ondertekenen, werd hij ontslagen.
Op aanraden van Caspar Peucer ging hij naar Heidelberg, waar hij in 1596 het werk Opus Palatinum de triangulis in Neustadt an der Haardt liet uitgeven. Het betrof tabellen met 100.000 waarden van de zes goniometrische functies sinus en cosinus, tangens en cotangens, secans en cosecans met 10 decimalen op 1500 bladzijden. Die werden gebruikt tot de opkomst van de computer en de rekenmachine in de 20e eeuw.
Otho werd in 1601 professor in de wiskunde aan de Universiteit van Heidelberg. Hij klaagde over ziekte en armoede, werd ontslagen en trok naar Praag, waar hij een jaar later overleed.

## Werken
- Opus Palatinum de Triangulis (Bewerking en uitgave)
- De triangulis globi sine angulo recto libri quinque Over boldriehoeksmeting